# Gymnostomus horai
Gymnostomus horai és una espècie de peix cipriniforme de la família dels ciprínids.

## Morfologia
- Els mascles poden assolir 15,5 cm de longitud total.
- Nombre de vèrtebres: 38-41.[4][5]

## Hàbitat
És un peix d'aigua dolça i de clima tropical.

## Distribució geogràfica
Es troba a Àsia: llac Inle (Myanmar).